# Lemniscomys striatus
Lemniscomys striatus — дрібний гризун підряду Myomorpha родини Muridae. Lemniscomys striatus є комплексом кількох схожих видів.

## Опис
Це дрібний гризун, довжина голови й тулуба від 93 до 142 мм, довжина хвоста від 92 до 155 мм, довжина лап від 20,5 до 32 мм, довжина вух від 14 і 17,5 мм і вагою до 68 г. Середня вага дорослої особини становить 42,3 г.
Його спина чорнувато-бура, з блідими спинними смугами, що тягнуться до основи хвоста, і рядами маленьких блідих плям з кожного боку тіла. Черевні частини білуваті, з жовтуватими відблисками на череві та грудях. Ноги коричневі. Його хвіст довший за голову і тулуб, він темніший зверху і біліший знизу. У самиць дві пари грудних і дві пари пахових сосків.

## Життєвий цикл
Самиця досягає статевої зрілості приблизно через 168 днів, період вагітності становить близько двадцяти п'яти днів, а середня кількість дитинчат у посліді становить 4,54. Типова тривалість життя коротка. У дикій природі вони, як правило, не живуть довго після першого сезону розмноження, але в неволі вони можуть жити довше. Задокументований максимальний вік у неволі становить 4,8 року.

## Розповсюдження й середовище проживання
Батьківщиною цього виду є Центральна і Західна Африка: Гвінея, Сьєрра-Леоне, Гана, Буркіна-Фасо, Ефіопія, Ангола, Кенія, Уганда, Руанда, ДР Конго, Танзанія, Замбія та Малаві.
Цей вид живе в безлісних районах, луках, вторинних лісах і саванах до 1700 метрів над рівнем моря.